# Microcavia
Гірська каві (Microcavia) — рід гризунів родини кавієві поширений в посушливих районах Аргентини та Болівії. Якщо гризуни родів Cavia та Galea вегетаріанці, які можуть споживати більшість видів рослинного матеріалу, то представники родів Microcavia та Kerodon більш вузькоспеціалізовані, живлячись лише листям з трав чи чагарників. Середній розмір приплоду в гірських каві три дитинча.

## Загрози
Люди їх зазвичай вважають шкідниками, бо вони ймовірно завдають шкоди врожаям і їх нори є небезпечними для коней. Іноді також на гірських каві полюють заради їжі.

## Систематика
- Рід Microcavia (гірська каві)
  - Вид Microcavia australis (південна гірська каві)
  - Вид Microcavia jayat
  - Вид Microcavia maenas
  - Вид Microcavia niata (андська гірська каві)
  - Вид Microcavia shiptoni (гірська каві Шіптона)
  - Вид Microcavia sorojchi